# Olli Jokinen
Olli Jokinen (Kuopio, 5 dicembre 1978) è un ex hockeista su ghiaccio finlandese, che ha giocato oltre 1200 incontri in NHL.

## Carriera
È stato in particolare un giocatore simbolo dei Florida Panthers, con cui ha giocato per sette stagioni (dal 2000 al 2008, con l'eccezione della stagione del lockout 2004-2005), le ultime quattro da capitano; la squadra gli ha fatto sottoscrivere un contratto onorario nel 2017, perché potesse ritirarsi da giocatore dei Panthers.
Con la nazionale finlandese, oltre ad aver vinto un mondiale Under 20, è salito sul podio mondiale per sei volte, con tre argenti ed altrettanti bronzi; vanta inoltre tre medaglie olimpiche: un argento (Torino 2006) e due bronzi (Vancouver 2010 e Soči 2014).